# Hyde, Greater Manchester
Hyde är en stad i grevskapet Greater Manchester i England. Staden ligger i distriktet Tameside, cirka 11 kilometer sydost om centrala Manchester och cirka 7 kilometer nordost om Stockport. Tätortsdelen (built-up area sub division) Hyde hade 34 003 invånare vid folkräkningen år 2011.